# Liste der Biografien/Bergl
Liste der Biografien |
Portal Biografien |
Personensuche
# |
A |
B |
C |
D |
E |
F |
G |
H |
I |
J |
K |
L |
M |
N |
O |
P |
Q |
R |
S |
T |
U |
V |
W |
X |
Y |
Z |
?
 
Ba |
Be |
Bd |
Bg |
Bh |
Bi |
Bj |
Bl |
Bm |
Bn |
Bo |
Br |
Bs |
Bu |
Bw |
By |
Bz
 
Bea–Beb |
Bec |
Bed |
Bee |
Bef |
Beg |
Beh |
Bei |
Bej |
Bek |
Bel |
Bem |
Ben |
Beo |
Bep |
Beq |
Ber |
Bes |
Bet |
Beu |
Bev |
Bew |
Bex |
Bey |
Bez
 
Bera |
Berb |
Berc |
Berd |
Bere |
Berf |
Berg |
Berh |
Beri |
Berj |
Berk |
Berl |
Berm |
Bern |
Bero |
Berq |
Berr |
Bers |
Bert |
Beru |
Berv |
Berw |
Berx |
Bery |
Berz
 
Berga |
Bergb |
Bergc |
Bergd |
Berge |
Bergf |
Bergg |
Bergh |
Bergi |
Bergj |
Bergk |
Bergl |
Bergm |
Bergn |
Bergo |
Bergq |
Bergr |
Bergs |
Bergt |
Bergu |
Bergv |
Bergw
Die Liste der Biografien führt alle Personen auf, die in der deutschsprachigen Wikipedia einen Artikel haben. Dieses ist eine Teilliste mit 48 Einträgen von Personen, deren Namen mit den Buchstaben „Bergl“ beginnt.

## Bergl
- Bergl, Emily (* 1975), britisch-US-amerikanische Film- und TheaterschauspielerinEmily Bergl (* 1975)

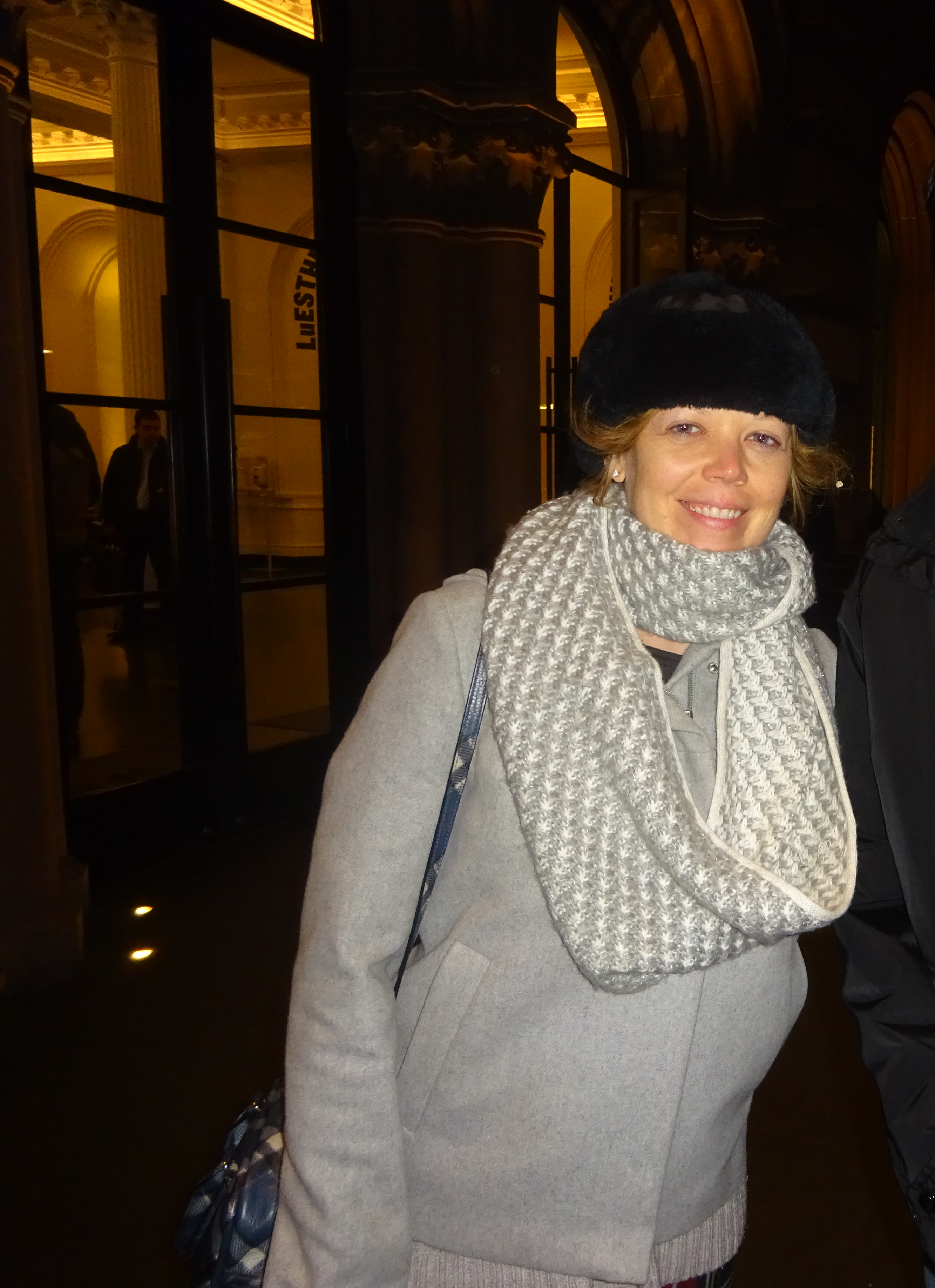
Emily Bergl (* 1975)

- Bergl, Johann Baptist Wenzel (1719–1789), österreichischer Maler

### Bergla
- Bergland, Robert (1928–2018), US-amerikanischer Politiker
- Berglar, Peter (1919–1989), deutscher Historiker
- Berglar-Schröer, Paul (1884–1944), deutscher Journalist und Schriftsteller

### Bergle
- Berglein, Ludwig August (1817–1903), deutscher Lehrer
- Bergler, Arno (1930–2015), deutscher Schauspieler und Synchronsprecher
- Bergler, Edmund (1899–1962), österreichisch-US-amerikanischer Psychoanalytiker
- Bergler, Georg (1900–1972), deutscher Betriebswirtschaftler
- Bergler, Hans (1859–1912), österreichischer Schriftsteller
- Bergler, Joseph der Jüngere (1753–1829), Maler, Hochschulrektor
- Bergler, Olivia (* 2005), polnische Tennisspielerin

### Bergli
- Berglia, Morten (* 1958), norwegischer Orientierungsläufer und Weltmeister (1983)
- Berglin, Jan (* 1960), schwedischer Comic-Strip-Zeichner, Autor und Lehrer
- Berglind Björg Þorvaldsdóttir (* 1992), isländische Fußballspielerin
- Berglind Ólafsdóttir (* 1977), isländisches Model, Schauspielerin und ehemalige Schwimmerin
- Berglind Rós Ágústsdóttir (* 1995), isländische Fußballspielerin
- Berglind Þorsteinsdóttir (* 1999), isländische Handballspielerin

### Berglu
- Berglund, Anna Sophia (* 1986), US-amerikanisches Model, Playmate und SchauspielerinAnna Sophia Berglund (* 1986)

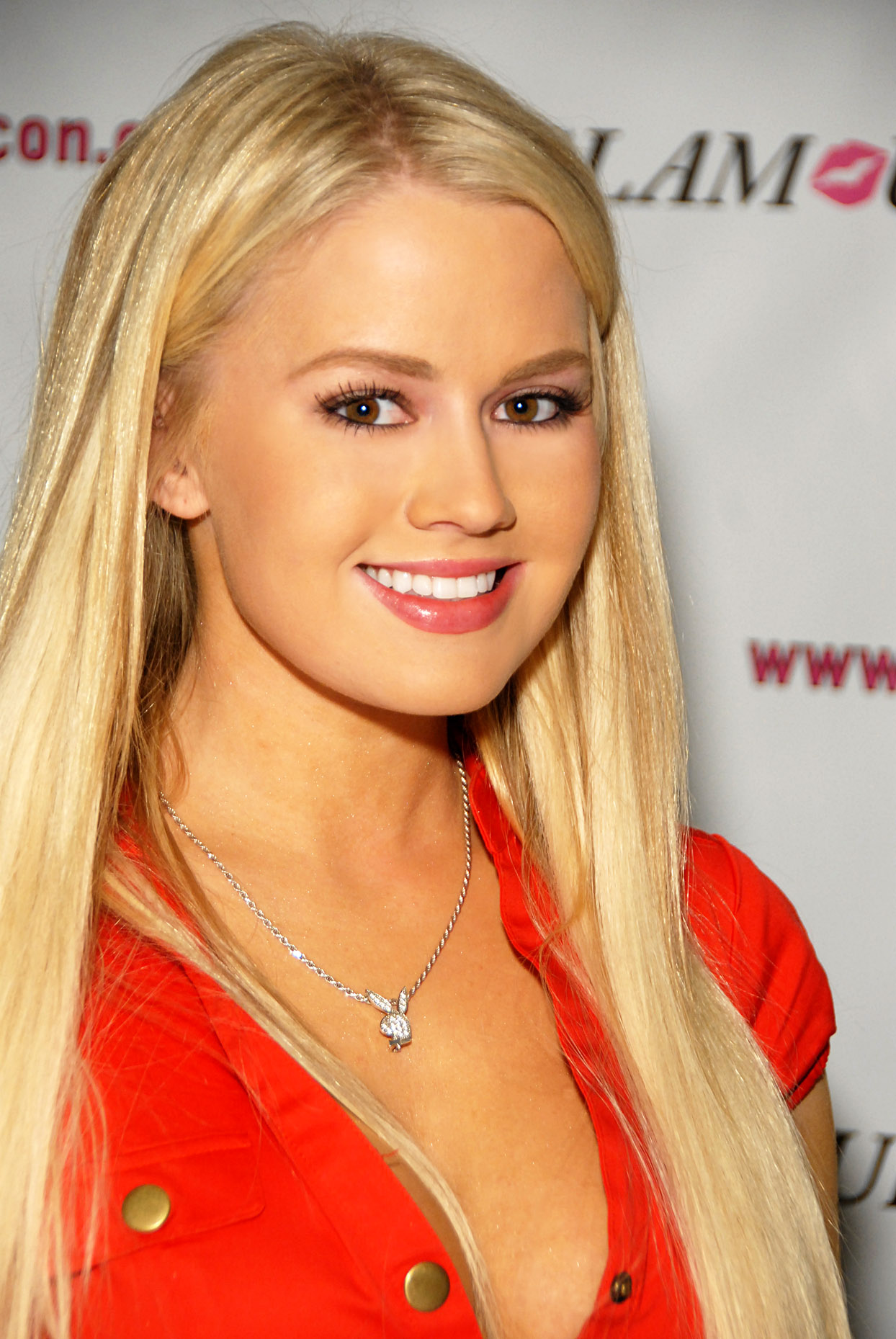
Anna Sophia Berglund (* 1986)

- Berglund, Anne (* 1953), dänische Badmintonspielerin
- Berglund, Bo (* 1955), schwedischer Eishockeyspieler
- Berglund, Cecilie Østensen (* 1971), norwegische Juristin
- Berglund, Charles (* 1965), schwedischer Eishockeyspieler und -trainer
- Berglund, Christian (* 1980), schwedischer Eishockeyspieler
- Berglund, Claes, schwedischer Ski-Orientierungsläufer
- Berglund, Dan (* 1963), schwedischer Kontrabassist
- Berglund, Emma (* 1988), schwedische Fußballspielerin
- Berglund, Fredrik (* 1979), schwedischer Fußballspieler
- Berglund, Gustaf (* 1998), schwedischer Skilangläufer
- Berglund, Hans (1918–2006), schwedischer Kanute
- Berglund, Hillevi (* 1967), schwedische bildende Künstlerin und Bildhauerin
- Berglund, Jack Owen (* 2002), US-amerikanisch-deutscher Kinderdarsteller und Hörspielsprecher
- Berglund, Jacob (* 1991), norwegisch-schwedischer Eishockeyspieler
- Berglund, Kalle (* 1996), schwedischer Mittelstreckenläufer
- Berglund, Kelli (* 1996), US-amerikanische Schauspielerin und SängerinKelli Berglund (* 1996)

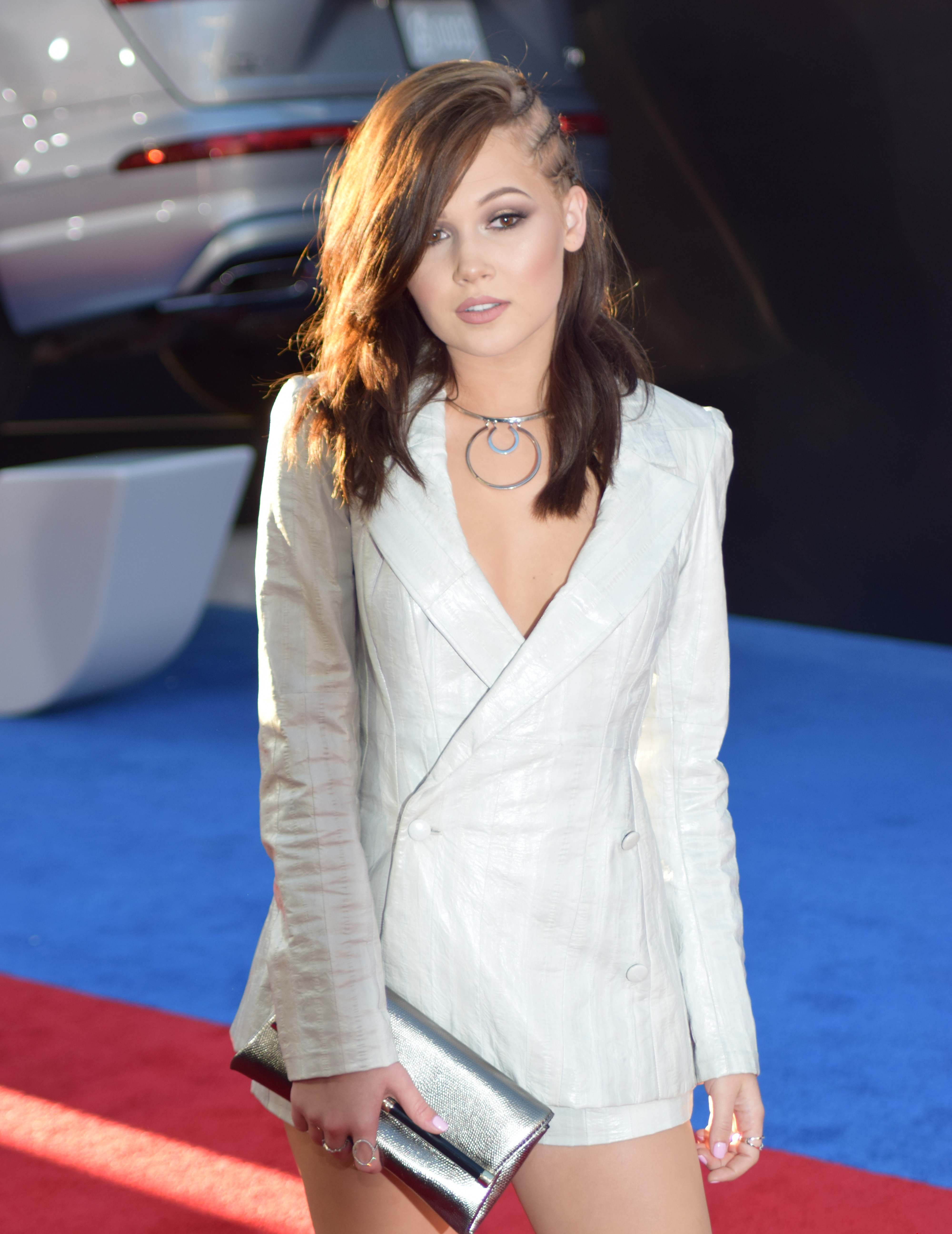
Kelli Berglund (* 1996)

- Berglund, Kristofer (* 1988), schwedischer Eishockeyspieler
- Berglund, Lars (* 1944), schwedischer Fußballspieler
- Berglund, Lukas (* 1992), schwedischer Pokerspieler
- Berglund, Lukas Till (* 2000), deutscher Schauspieler und Synchronsprecher
- Berglund, Marianne (* 1963), schwedische Radrennfahrerin
- Berglund, Ole (1937–2014), grönländischer Lehrer und Politiker
- Berglund, Paavo (1929–2012), finnischer Dirigent
- Berglund, Patrik (* 1988), schwedischer Eishockeyspieler
- Berglund, Per (* 1939), schwedischer Regisseur, Drehbuchautor und Filmproduzent
- Berglund, Per-Arne (1927–2002), schwedischer Speerwerfer
- Berglund, Rut (1897–1984), schwedische Opern- und Konzertsängerin der Stimmlagen Mezzosopran und Alt
- Berglund, Sven (1881–1937), schwedischer Erfinder und Filmpionier
- Berglund, Tabita (* 1989), norwegische Dirigentin und Cellistin